# Вйонґ
Вйонґ (пол. Wiąg, нім. Jungen) — село в Польщі, у гміні Швеці Свецького повіту Куявсько-Поморського воєводства.
Населення — 640 осіб (2011).
У 1975-1998 роках село належало до Бидгощського воєводства.

## Демографія
Демографічна структура станом на 31 березня 2011 року:
|          | Загалом | Допрацездатний вік | Працездатний вік | Постпрацездатний вік |
| -------- | ------- | ------------------ | ---------------- | -------------------- |
| Чоловіки | 304     | 75                 | 197              | 32                   |
| Жінки    | 336     | 82                 | 185              | 69                   |
| Разом    | 640     | 157                | 382              | 101                  |